# Senta Moira
Senta Moira (* 1925) ist eine Berliner Schauspielerin.

## Leben
Senta Moira wirkte in den 1980er- und 1990er-Jahren an einigen Film- und Fernsehproduktionen mit. In Erinnerung blieb sie vor allem durch ihre Darstellung einer rassistischen Bahnpassagierin in Pepe Danquarts Kurzfilm Schwarzfahrer, der 1994 in der Kategorie „Bester Kurzfilm“ mit dem Oscar ausgezeichnet wurde.
Überdies arbeitete sie ab den 1980er-Jahren als Synchronsprecherin und lieh ihre Stimme unter anderem Helena Gloag in Die besten Jahre der Miss Jean Brodie und Maya Angelou in Poetic Justice.

## Filmografie
- 1983: Tatort – Fluppys Masche (Fernsehfilm)
- 1984: Rummelplatzgeschichten (Fernsehserie, Folge Ruth und Martin)
- 1986: La Foiret noire
- 1992: Schwarzfahrer
- 1998: Ich Chef, Du Turnschuh